# Mareleptopoma iredalei
Mareleptopoma iredalei is een slakkensoort uit de familie van de Pickworthiidae. De wetenschappelijke naam van de soort is voor het eerst geldig gepubliceerd in 1921 door Bavay.